# Вараський район
Вараський район (Варашівщина) — район в Рівненській області України.
Адміністративний центр — місто Вараш.
Утворений 17 липня 2020 року. Площа — 3323,5 км², населення — 138,8 тис. осіб (2020).

## Адміністративний поділ
У склад району входять 8 територіальних громад:
- Антонівська сільська
- Вараська міська
- Володимирецька селищна
- Зарічненська селищна
- Каноницька сільська
- Локницька сільська
- Полицька сільська
- Рафалівська селищна[3].

## Передісторія земель району
Раніше територія району входила до складу Володимирецького, Зарічненського районів ліквідованих постановою Верховної Ради України.
Постанова Верховної Ради України від 17 липня 2020 року № 807-IX «Про утворення та ліквідацію районів»